# 두루미꽃속
두루미꽃속(Maianthemum)은 비짜루과(아스파라거스과)에 속하는 속씨식물 속이다. 삼림 지대 하층에서 발견되는 땅속줄기 초본 여러해살이 식물이다. 북아메리카와 유럽, 아시아 대부분의 지역에 널리 분포한다. 이전의 솜대속(Smilacina) 종을 포함하고 있다.

## 일부 종
- 자주솜대 (M. bicolor) - 이명 Smilacina bicolor
  - 연두솜대 (M. bicolor var. flavovirens)
- 민솜대 (M. dahurica) - 이명 Smilacina dahurica
- 풀솜대 (M. japonica) - 이명 Smilacina japonica
  - 황금솜대 (M. japonica var. lutecarpa)
  - 왕솜대 (M. japonica var. mandshurica)
- 두루미꽃 (M. bifolium)
- M. racemosum